# Stephan Boeder
Stephan Boeder (* 9. November 1937 in Köln; † 28. Juni 2018 ebenda) war ein deutscher Grafiker, Maler und emeritierter Hochschullehrer, der in Köln und später auch in Schillingen lebte und arbeitete.

## Leben und Wirken
Stephan Boeder absolvierte nach dem Gymnasium eine Ausbildung zum Werbegrafiker und studierte anschließend von 1955 bis 1958 „Freie Kunst“ an den Kölner Werkschulen unter anderem bei Vordemberge. 1959 ging er zum damaligen NWDR-Fernsehen als Graphik-Designer, blieb dort 35 Jahre und prägte als Chef-Gestalter das Erscheinungsbild des ARD-Designs. Die hier beschriebene ARD-Eins, die 1984 eingeführt wurde, wurde von ihm entwickelt. Damit hielt nicht nur die Computeranimation in das TV-Design des deutschen Fernsehens Einzug, die ARD bekam auch erstmals ein Corporate Design.
Boeder war ein gefragter Gastprofessor und Lehrbeauftragter an verschiedenen Hochschulen. 1992 erfolgte die Berufung als ordentlicher Professor für elektronische Medien und TV-Design an die Kölner Kunsthochschule für Medien (KHM), der Nachfolgehochschule der Kölner Werkschulen.
1997 war er in Köln Mitbegründer des Internationalen-Nachwuchs-Kurzfilmwettbewerbs kurzundschön.
Nach 2002 wandte er sich verstärkt dem freikünstlerischen Arbeiten zu, einer Synthese von Grafik und malerischer Perfektion in Öl oder Acryl. Seine Themen wie Stillleben, Landschaft und Menschen, oftmals mit einem satirischen Anklang, setzte er aber auch in freien Farbgrafiken und Zeichnungen in der Tradition der Neue Sachlichkeit um.